# الزه لاسکر شولر
الزه لاسکر شولر (آلمانی: Else Lasker-Schüler؛ زاده ۱۱ فوریهٔ ۱۸۶۹ درگذشته ۲۲ ژانویهٔ ۱۹۴۵) یک زن شاعر و نمایشنامه‌نویس مشهور یهودی اهل آلمان بود که به دلیل سبک زندگی بوهمین و نیز نبوغ بی‌نظیر شاعرانه‌اش شهرت داشت. او یکی از معدود زنانی بود که به جنبش اکسپرسیونیسم وابسته بود. لاسکر شولر از آلمان نازی فرار کرد و بقیه عمر خود را در اورشلیم گذراند.